# Троянська війна
Троянська війна (грец. Τρωικός πόλεμος, лат. Bellum troianum) — війна ахейців на чолі з володарем Мікен Агамемноном проти троянців; датувалася в давньогрецьких джерелах початком XII століття до н. е. і тривала впродовж десяти років.

## Загальна інформація
Найдавніше джерело, яке розповідає про Троянську війну, — епічні поеми «Іліада» та «Одіссея». Пізніше Вергілій у своїй «Енеїді» та інші античні письменники також описували ці події.
За міфами, Троянська війна викликана тим, що син троянського царя Пріама Паріс викрав дружину спартанського царя Менелая Єлену. Ахейські війська на чолі з Агамемноном впродовж дев'яти років тримали Трою в облозі. Лише на 10-му році війни греки завдяки хитрості Одіссея здобули Трою. Після Агамемнона провідні місця у грецькому війську мали Менелай, Ахіллес, Патрокл, два Аякси, Тевкр, Нестор, Антілох, Одіссей, Діомед, Ідоменей, Філоктет і Паламед. Величезна армія, що налічувала 100 тисяч воїнів і 1 186 кораблів, зібралася в Авлідській гавані. Звідси Агамемнон вирушив на Трою.
За пізнішим переказом, ахейці помилково висадились у Місії, а звідти буря знову занесла їх до Авліди. Принісши в жертву Артеміді Іфігенію, вони вдруге відпливли до Трої. Спочатку ахейці намагалися мирно домовитись про повернення Єлени, але троянці не погодилися віддати красуню.
У подіях під мурами Трої активну участь брали боги. Захопивши Трою, ахейці перебили всіх мешканців, пограбували і зруйнували місто. Із троянців урятувались тільки Гелен, Кассандра, Андромаха й Еней (з Анхісом і Юлом).
За свідченням «батька історії» Геродота, після поразки в Троянській війні від ахейців/греків частина троянців/тевкрів на чолі з царем Енеєм прибули до Італії. Про це також писав стародавній автор Стесіхор (VII ст. до н. е.).
Історичність Троянської війни підтверджується матеріалами археологічних розкопок, які доводять факт існування міста Трої чи навіть кількох міст, що деякі з них було зруйновано, можливо, наприкінці XIII століття до н. е. і пізніше.

## У мистецтві
Розповіді про Троянську війну стали невичерпним джерелом для літератури й мистецтва. Найвідоміший твір про цю війну — «Іліада», кіклічна поема, приписувана Гомеру. Вона описує події десятого року облоги Трої. Окремі епізоди опрацьовані пізніше давньогрецькими трагіками. У Стародавньому Римі про Троянську війну писали Енній, Вергілій. «Троянські діяння» — один з ранніх зразків перекладної повісті в літературі Київської Русі.
У давній українській літературі існувало декілька перекладних повістей, відомих під загальною назвою Сказання про Троянську війну. Події Троянської війни відобразили Еврипід (трагедія «Троянки»), Джефрі Чосер (поема «Троїл і Крессіда»), Джованні Боккаччо, Вільям Шекспір (п'єса «Троїл і Крессіда»), Леся Українка.
На тему Троянської війни знімалися також фільми, найвідоміший із яких — історична драма «Троя» 2004 року.